# Zoonimo
Uno zoonimo è una denominazione di specie animale. Come per i fitonimi, sono tre le serie di zoonimi normalmente in uso:
1. la denominazione scientifica;
2. la denominazione in lingua nazionale;
3. la denominazione locale (talvolta estesa fino al livello regionale).

Il lessico zoonimico è caratterizzato dalle interazioni tra queste serie e dalle interferenze tra alcuni fattori, come quello culturale, quello ambientale, quello merceologico.
Sul piano culturale, nel lessico zoonimico confluiscono elementi del folclore, della mitologia, della religione, della medicina popolare.
Sul piano ambientale, influisce l'assenza o la presenza di una data specie in un dato ambiente.
Sul piano merceologico, essendo l'animale visto come fonte di sussistenza, le denominazioni intervengono solo in alcuni casi, favorendo sì il riconoscimento, ma portando talvolta in direzione di un appiattimento terminologico.
Nel caso degli uccelli si parla di "ornitonimo"; nel caso di pesci si parla di "ittionimo".